# Соња Ковач
Соња Ковач (Бјеловар, 18. јун 1984) је хрватска глумица и манекенка.

## Филмографија
| Год.       | Назив                        | Улога                |
| ---------- | ---------------------------- | -------------------- |
| 2000.-те   |                              |                      |
| 2007-2008. | Заувијек сусједи (ТВ серија) | Вики                 |
| 2008.      | Брачне воде                  | Кристина Тина Бандић |
| 2010.-те   |                              |                      |
| 2010.      | Најбоље године (ТВ серија)   | Доротеа              |